# 엘라 그라소
{\displaystyle }
엘라 로자 조반나 올리바 탐부시 그라소(Ella Rosa Giovanna Oliva Tambussi Grasso, 1919년 5월 10일 ~ 1981년 2월 5일)는 미국의 정치인으로, 1975년부터 1980년까지 코네티컷주지사를 지냈다. 그녀는 남편의 도움을 받지 않고 자력으로 당선된 첫 번째 여성 주지사로, 코네티컷주 최초의 여성 주지사이기도 하다. 주지사를 맡기 전에는 주의원과 연방 하원의원, 주무장관을 거치는 등 오랫동안 코네티컷주 지역 정계에서 활동했다. 코네티컷주는 물론 미국 내에서 높은 인기를 누렸으나 지병으로 인해 조기 퇴임하였다.

## 어린 시절
코네티컷주 윈저락스에서 엘라 로자 조반나 올리바 탐부시(이탈리아어: Ella Rosa Giovanna Olive Tambussi)라는 본명으로 태어났다. 그녀의 부모 제임스 탐부시와 마리아 올리바는 교육을 높이 평가하여 엘라가 사립 학교들에서 수학하는 데 가능하게 만든 이탈리아 이민자들이었다. 그녀는 세인트메리 학교와 윈저에 있는 채피 학교에서 수학하였고, 마운트 홀리오크 칼리지로 장학금을 받아 1940년 문학사, 그리고 1942년 경제학과 사회학에서 석사를 받았다. 자신이 공직에 들어가야 할 자신의 교육적 경험들에 의하여 납득된 그라소는 제2차 세계 대전이 일어난 동안 코네티컷주 전쟁 인력 위원회와 근무하였다. 1942년 그녀는 토머스 그라소와 결혼하였고 부부는 2명의 자식들 - 수잰과 제임스를 두었다.

## 정치 경력
코네티컷주 민주당을 위하여 그라소의 업무는 1943년에 시작되었다. 그녀는 1952년 자신의 고향 윈저락스로부터 코네티컷주 연방 하원의원으로 선출되었고, 1954년에 재선되어 1957년까지 지냈다. 2년 후에 그녀는 코네티컷주 주무장관이 되어 그 직위에 12년 동안 보유하여 1835년 이래 여러 주무장관들보다 더욱 오래 지냈다. 1970년 그라소는 주지사를 위하여 나간 공화당의 토머스 메스킬에 의하여 비워진 제6 의회 지구를 위하여 나갔다. 그녀는 그 선거에서 공화당원 리처드 킬번을 꺾었고 1972년에 재선되었다. 그녀는 하원의 보훈부 위원회와 하원 교육·노동 위원회에 근무하였다.
자신의 고향 주에서 숙고적인 영향에 익숙한 그라소는 워싱턴 D. C.에서 새로운 입법자들을 사실상 무력으로 놓은 제도에 의하여 좌절하였고 1974년 안으로 주지사 경주에서 메스킬을 도전하는 아이디어로 수용하였다. 민주당 안에서 그녀의 주요 상대는 주의 법무장관 하트퍼드의 로버트 킬리언이었으나 하트퍼드 예비 선거에서 거의 2,000개의 투표 차이에 의하여 킬리언에 그라소의 승리는 그녀의 후보직을 자랑하였다. 킬리언과 그녀의 관계가 쉽지 않은 것이었어도 통합 측정으로 그라소는 킬리언을 자신의 러닝메이트로서 공천 후보에 놓는 데 민주당 의장 존 베일리의 타협으로 동의하였다. 훗날의 주지사 윌리엄 A. 오닐은 그녀의 선거 운동 관리자를 지냈다. 공화당원들은 그라소에 반대하는 데 하원 로버트 스틸을 후보 지명하였으나 그녀는 203,321개의 투표에 의하여 이겼다. 11월 선거에서 그녀의 승리는 민주당원들에 의하여 주 사무소를 완전히 휩쓴 일부였던 것 뿐만 아니였으나 그들은 또한 총회의 통치를 얻기도 하였다.

## 83대 코네티컷주지사
그라소는 1975년 1월 8일 코네티컷주지사 직을 차지하였고 거의 즉시 "힘든 고객"의 이미지를 잡았다. 주지사로서 그녀의 기록은 그녀의 행정부로 실습 접근을 논증한다. 그녀는 업무에 중독되었고 자신의 측근이 똑같은 헌신과 강도와 함께 수행하기를 기대하였으며 어쩌다 그녀는 회의를 위하여 주의사당으로 즉시 그들을 데려가는 데 아침 일찍이 측근을 부르려고 하였다.
그녀는 시초적으로 4년 일찍이 메스킬이 주지사직을 택하였을 때 그를 직면한 그 비슷한 문제들을 향하였다. 그녀는 나가는 메스킬 행정부로부터 7백만 달러 빚을 물려받아 어떤 엄숙하고 인기없는 운동들을 만드는 데 자신을 강요하였다. 자신의 선거 운동에서 약속한 사회 프로그램을 수행하는 데 기금 없이 그녀는 자신의 5년간 직무 동안 서서히 움직이는 데 선택하여 몇몇 만의 입법 프로그램들을 제공하였다. 입법은 소비자들을 돕는 데 통과되었고 코네티컷주를 위한 정보공개법은 법률이 되었다. 판매세는 7 퍼센트로 상승되었다. 아직도 예산 부족이 자랐으나 민주당 의장 존 베일리의 지도 목표에 이어 그녀는 주의 소득세의 이행을 지속적으로 반대하였다. 그라소는그해 12월 입법의 특별 회의를 소집하였고, 베테랑의 기금 활용을 제안하여 같은 봉급을 위하여 더많은 시간을 일하는 데 주의 고용주들을 요청하였다. 총회가 그녀의 제안들과 함께 협동하는 데 거부했을 때 그라소는 크리스마스 겨우 전에 주의 505명의 고용주들을 해고하였다.
1976년 코네티컷주는 주의 추첨 분배를 시작하였다. 주의 가솔린세에서 증가, 향상된 경제와 주의 기금들의 현명한 사용과 더불어 이것은 결국 코네티컷주에게 예산 잉여를 주었다. 결과로서 해고된 주의 고용주들의 대부분이 다시 기용되었다. 그라소는 아직도 부정적 이미지로부터 고통을 겪었으나 도시와 타운들에 증가된 원조와 어떤 사업세의 축소와 합친 예산 균형을 이루는 그녀의 능력은 그라소의 대중의 인식을 향상시켰다.
국내 정치 장면에 그라소의 이름은 1976년 선거에서 대통령 혹은 부통령을 위한 가능한 후보로서 언급되었다. 헨리 M. 잭슨의 초기 성원자인 그녀는 그해 6월 지미 카터에게 자신의 성원을 전향하면서 자신을 숙고적인 정치적 당황으로부터 자신을 건저냈다. 그라소는 그해 7월 민주당 전당 대회에서 합동 의장을 맡았다. 카터가 자신의 내각으로 혹은 이탈리아 주재 미국 대사로서 그라소를 임명하려는 소문이 돌았으나 그라소는 주지사로서 또다른 기간을 위하여 나가는 데 자신의 의지를 이미 공고하였다.
1978년 2월 폭풍설이 코네티컷을 쳐 며칠동안 주를 무력하게 만들었다. 그라소는 코네티컷 주병 부대 본부로 가서 주의 시민들을 회복하는 도움을 주는 데 작전들에서 개인적 관심을 가졌다. 대중들은 이제 그 일이 정치인 뿐만 아닌 주지사로서 사전 예방적이며, 돌보고 인정 많은 여성을 가졌다고 믿었다. 동시에 그라소는 위기가 일어난 동안 부지사 로버트 킬리언을 지정하지 않음으로서 그의 정치적 주식을 최소화하는 데 시도하였다. 그해 여름에 민주당원들은 그라소와 함께 공천 후보에 부지사를 위한 자신들의 후보로서 윌리엄 A. 오닐을 후보 지명하였다. "Mother Ella"로서 그라소의 새로운 이미지는 1978년에 그녀가 쉽게 재선을 이기는 도움을 주어 공화당 도전자 로널드 새러신을 190,794개의 투표들에 의하여 꺾었다. 이 큰 승리는 그녀의 정치적 예민과 이제 그녀의 엄청남 호소 둘다에 증거였다.
그라소는 자신의 2번째 기간의 시작에 완전한 명령에 있었다. 충성적 민주당원들은 상하원 둘다를 통치하였다. 큰 잉여가 지속되었고 그녀는 이전에 약속한 어떤 분야들에서 사회 지출을 늘일 수 있었다. 그라소의 도시 활동 프로그램은 주택 공급, 대중 교통, 보육과 노인들에 목표를 삼은 돈과 함께 주에서 빈곤 지역들의 필요성으로 기금들을 지도하였다. 하지만 1970년대 후반은 주의 경제를 해치고, 겨울에 빈민들을 위하여 난방을 위한 주의 원조를 요구한 유류 파동에 의하여 특정이 지어졌다. 증가한 주정부의 운영비용과 함께 이것은 몇년의 세월에 처음으로 세금 인상을 요구하는 데 그라소를 강요하였다. 1979년 여름에 휘발유 부족도 또한 그녀의 리더십 능력을 시험하였다. 번호판에 기초를 둔 홀수/짝수 배급의 다루기 쉬운 제도는 비장과 장기적 경향들을 쉽게 하는 데 설립되었다. 그녀는 주병 부대 본부에서 긴급 휘발유 센터를 개장하였다.
국내 수준에서 그라소는 에너지 문제들을 논의하는 데 캠프데이비드로 불려진 첫 주지사들 중의 하나였으며 카터의 1980년 재선 운동에서 가능한 러닝메이트로서 언급되었다. 그러나 코네티컷주의 경제 상태와 그라소의 개인적 건강은 둘다 그해 더욱 나빠졌다. 상승하는 데 에너지 비용들과 증가한 실업이 1억 2천 8백만 달러의 수익 격차로 공헌하였다. 다른 세금들에 인상들은 물론 국가에서 가장 높은 중에 하나인 판매세에서 7과 1 절반의 퍼센트로 인상을 위하여 그라소는 선택할 여지가 없었다. 3월 그녀는 암과 진단되었고 세월이 지나면서 그녀의 상태는 더욱 나빠졌다. 그녀의 암이 퍼지고 있던 것을 알고, 코네티컷주의 주민들에게 자신의 서비스에 걱정하고 코네티컷 주의 주민들이 받을 자격이 있는 방식에서 주지사로서 기능할 수 없으을 느꼈던 그라소는 12월 초순에 자신의 주지사직으로부터 사임할 것을 공고하였다. 그녀의 사임은 그해 12월 31일 효과가 있었고 부지사 윌리엄 A. 오닐이 그녀를 대체하는 데 즉시 선서되었다. 임시 상원 조지프 폴리소는 부지사로서 선서하였다.

## 사망과 유산
1981년 2월 5일 그라소는 61세의 나이에 난소암으로 하트퍼드 병원에서 사망하였다. 그녀의 시신은 24 시간 동안 주의사당에 그 상태로 누워 있어 양당의 공무원과 정치인들에 의하여 애도되었다. 그녀는 고향 윈저락스에 있는 세인트메리 묘지에 안장되었다.
코네티컷주의 주민들은 다수의 방향들에 그라소 주지사의 공헌들로 명예를 주었다. 윈저락스에서 엘라 그라소 고속도로 (루트 75)를 포함하여 몇몇의 코네티컷주 공동체들에서 거리들이 그녀의 이름을 땄다. 그로턴과 스트랫퍼드에서 주의 시설들이 그녀의 이름을 땄다. 그라소는 민간 자금에 만들어진 자신의 동상이 주의사당의 남부 주랑현관 위에 벽감에 세워졌을 때 코네티컷주가 둘 수 있었던 최고의 명예들 중의 하나를 받았다. 코네티컷주의 가장 저명한 지도자들의 동상들 만이 주랑현관에 있고, 그라소의 동상은 그렇게 놓이는 데 첫 여성이었다.
윈저락스에 있는 엘라 그라소의 생가는 거기에 그녀가 소유한 2개의 집과 더불어 아직도 서있다. 그 전부는 개인의 손에 있다.

## 역대 선거 결과
| 선거명      | 직책명                        | 대수 | 정당   | 득표율 | 득표수    | 결과 | 당락                     |
| ----------- | ----------------------------- | ---- | ------ | ------ | --------- | ---- | ------------------------ |
| 1958년 선거 | 코네티컷 주무장관             | 64대 | 민주당 | 57.76% | 559,239표 | 1위  | 코네티컷주 주무장관 당선 |
| 1962년 선거 | 코네티컷 주무장관             | 64대 | 민주당 | 54.02% | 557,383표 | 1위  | 코네티컷주 주무장관 당선 |
| 1966년 선거 | 코네티컷 주무장관             | 64대 | 민주당 | 57.47% | 572,417표 | 1위  | 코네티컷주 주무장관 당선 |
| 1970년 선거 | 하원의원 (코네티컷 제6선거구) | 92대 | 민주당 | 51.07% | 96,969표  | 1위  | 코네티컷주 하원의원 당선 |
| 1972년 선거 | 하원의원 (코네티컷 제6선거구) | 93대 | 민주당 | 60.19% | 140,290표 | 1위  | 코네티컷주 하원의원 당선 |
| 1974년 선거 | 코네티컷 주지사               | 83대 | 민주당 | 58.35% | 643,490표 | 1위  | 코네티컷 주지사 당선     |
| 1978년 선거 | 코네티컷 주지사               | 83대 | 민주당 | 59.15% | 613,109표 | 1위  | 코네티컷 주지사 당선     |